# セバスキー
セヴァスキー（Seversky ）は元ロシア軍戦闘機操縦士アレクサンダー・セヴァスキー（Alexander Nikolaievich Prokofiev de Seversky ）によって1923年と1931年に設立されたアメリカ合衆国の航空機等製造メーカーである。正式名称は、前者はセヴァスキー・エアロ株式会社 (Seversky Aero Corporation) 、後者はセヴァスキー航空機株式会社 (Seversky Aircraft Corporation) である。

## 概要
1894年にロシアに生まれたアレクサーンドル・デ・プローフィエフ・セーヴェルスキイ（英語読み:アレクサンダー・デ・プロフィエヴ・セヴァスキー、以下セヴァスキー）は第一次世界大戦中にロシア海軍の戦闘機操縦士であった。大戦初期に足を失ったが、義足で復帰し、13機撃墜の功績をあげた。1917年の十月革命の後、1918年に軍事使節団の一員としてアメリカに派遣されるとアメリカに亡命することにして帰還せず、陸軍航空隊の航空技術者になってウィリアム・ランドラム・ミッチェル将軍の身近で働くことになった。のち1927年にアメリカ合衆国の市民権を得た。
1923年に、航空機部品や楽器製造を業種とするセヴァスキー・エアロ株式会社 (Seversky Aero Corporation) を立ち上げたが、世界恐慌の煽りを受けて1929年に倒産させてしまった。後にウォール街の富豪エドワード・ムーア (Edward Moore) ら投資家による支援を受けて起業方針を転換し、1931年にはニューヨーク州のロングアイランドに航空機やその部品を製造するセヴァスキー航空機株式会社 (Seversky Aircraft Corporation) を作った。セヴァスキー社は非常に小さな会社で、社長、設計者、テストパイロットをセヴァスキーが務めていたが、後にロシア出身のマイケル・グレガー(Michael Gregor)とジョージア出身のアレクサンダー・カートヴェリ (Alexander Kartveli) を主任設計者に雇い、後のP-47 サンダーボルト戦闘機の前身・P-35戦闘機などを製作した。だが、制式採用を受けた機を製造してはいたが経営は芳しくなく、1938年9月にはエドワード・ムーアの弟ポール・ムーア (Paul Moore) に支援を頼むなどしていた。このようなセヴァスキーの経営手腕に疑問を抱いていた取締役のウォーレス・ケレット　(Wallace Kellett)　らは1939年秋、セヴァスキーがヨーロッパへセールスに出向いている間に取締役会を再編し、10月13日、社名をリパブリック・エイヴィエーション株式会社　(Republic Aviation Corporation)　に変更した。この後話し合いの場が持たれ、平和的にセヴァスキーは社長を辞した。